# Hagalundstunneln
Hagalundstunneln, även kallad Solnatunneln, är fyra järnvägstunnlar under Hagalund inom Solna kommun, Stockholms län. Den första anlades 1911 samtidigt som Solna station fick sin nuvarande placering vid norra tunnelmynningen. Antal tunnlar i Hagalund utökades 1965 respektive 1990.
Hagalundstunnlarna består av tre parallella dubbelspåriga järnvägstunnlar, cirka 500 meter långa. Från syd förs ytterligare en tunnel in i berget. Det är en enkelspårig tunnel för godstrafik som ligger längst i väst och som förenas med en intilliggande tunnel inne i berget. Sett från söder går tunneln längst till höger för tåg i riktning mot Stockholm, medan tunneln i mitten används för tåg norrut och byggdes 1911 som första tunnel.
Västligaste tunneln byggdes på 1950-1960-talen. Den östligaste tunneln är en del i fyrspårsbygget Tomteboda-Skavstaby och tillkom runt 1990-talet.

## Bilder

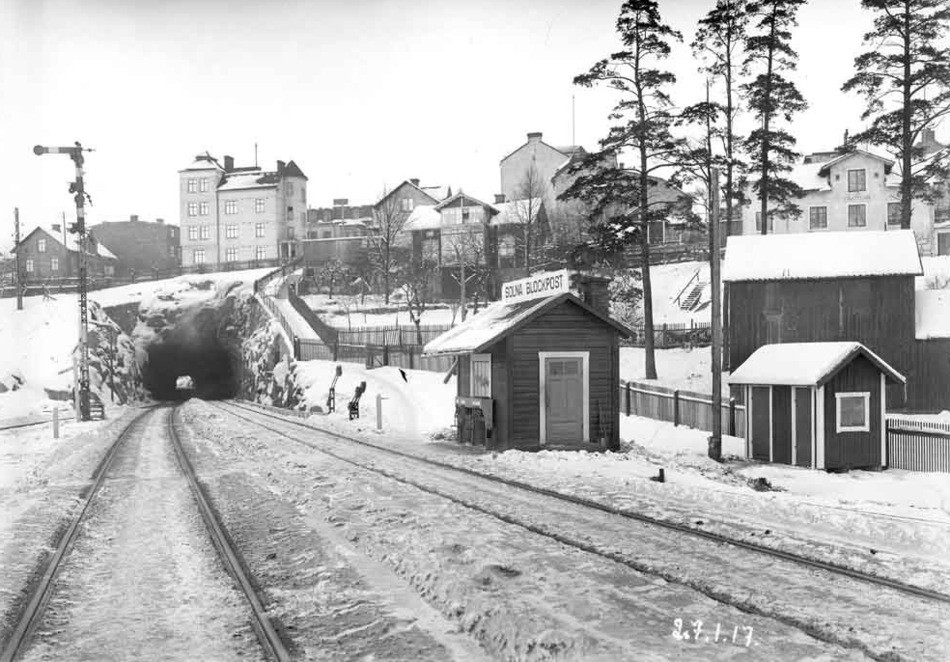
Den första Hagalundstunneln 1917
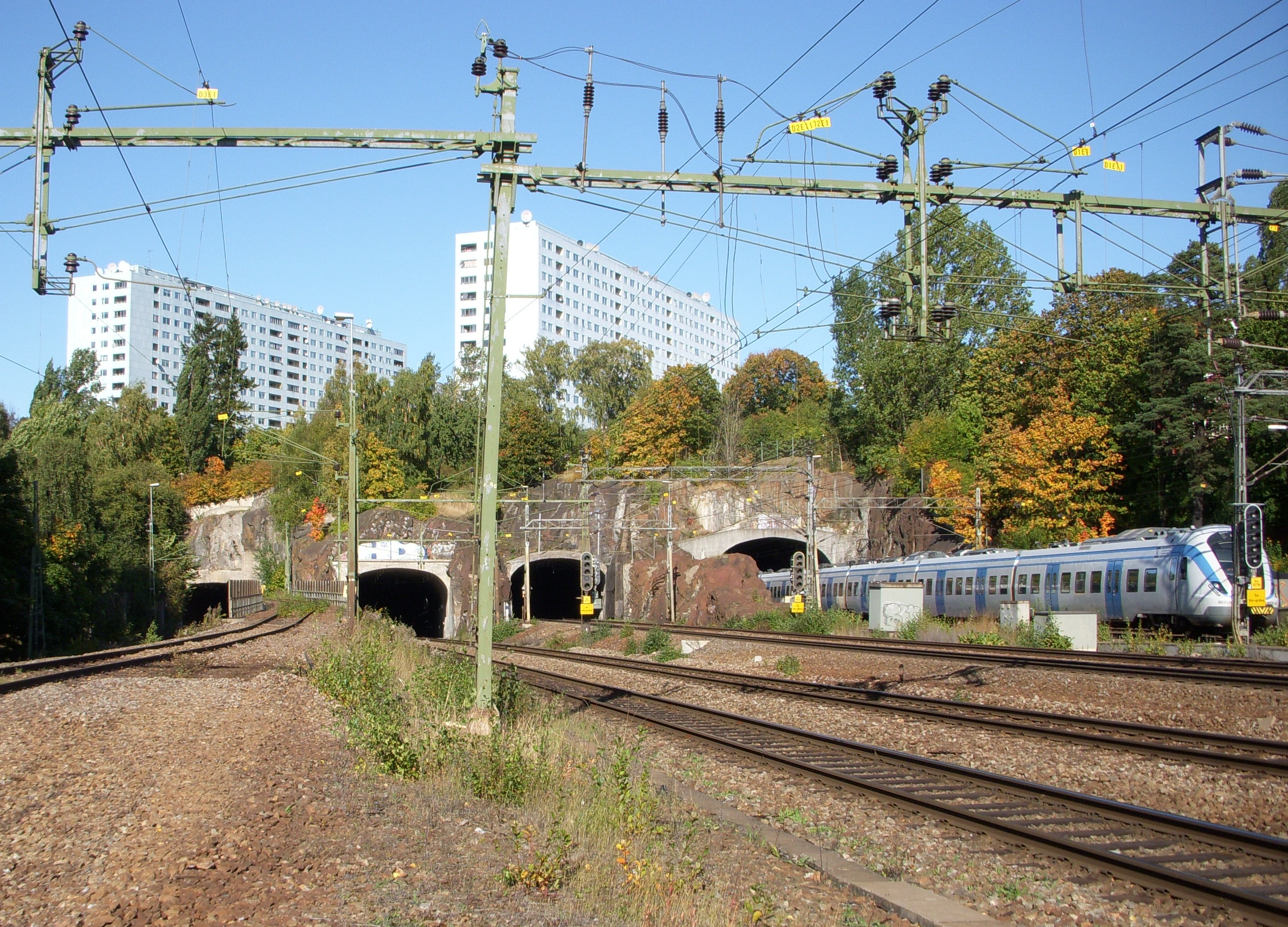
Alla fyra tunnlarna från syd 2009
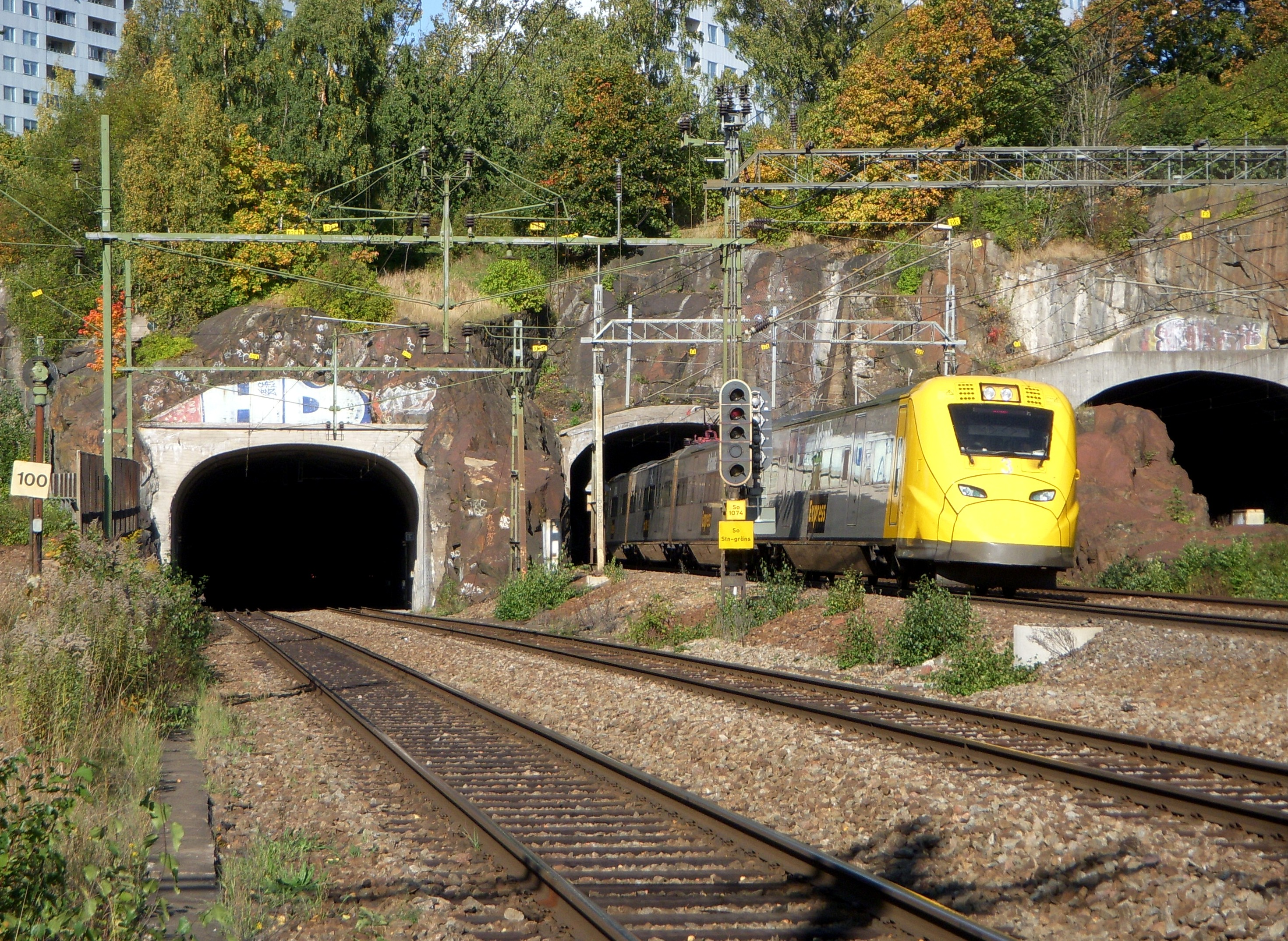
Arlanda Express på väg norrut
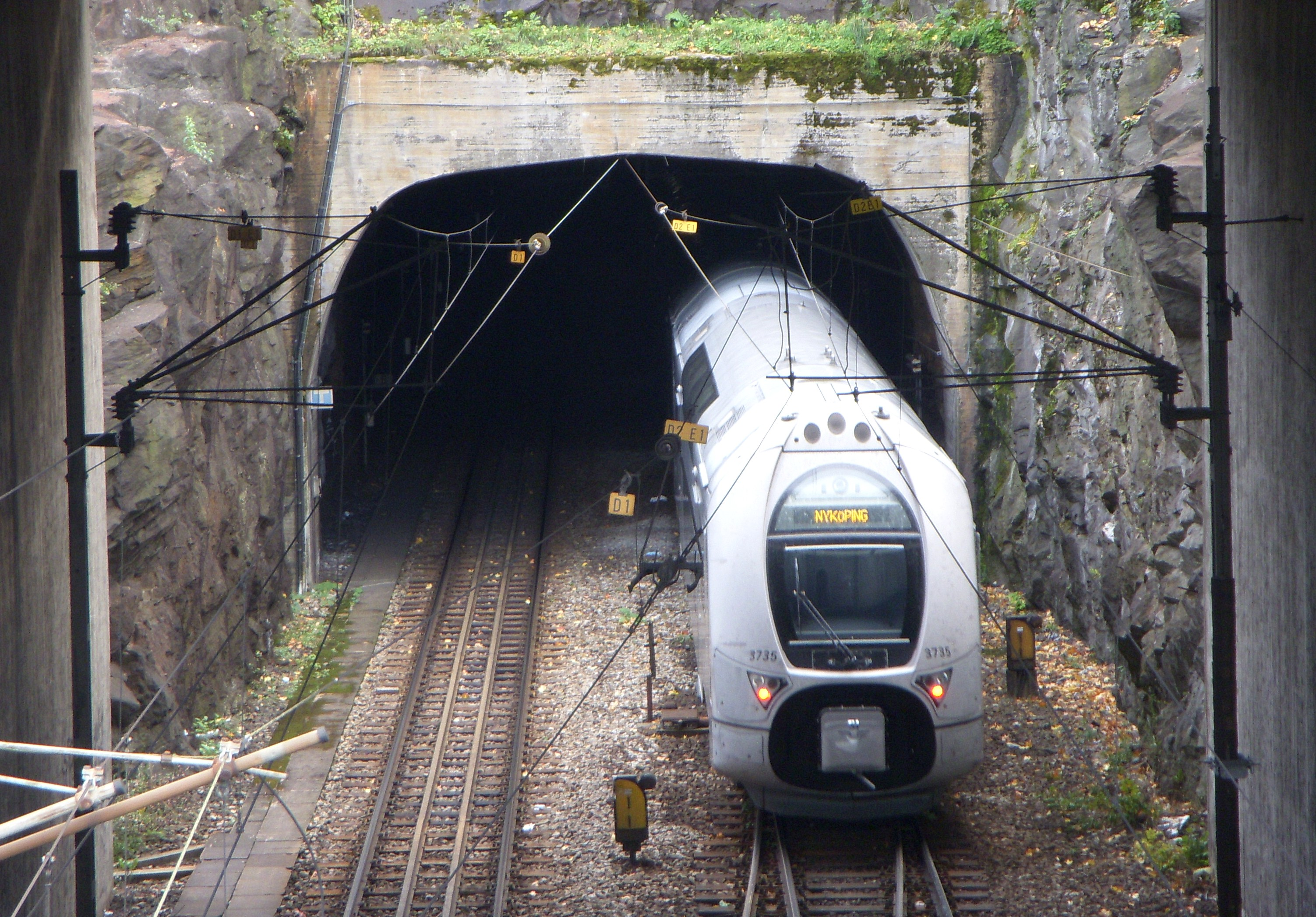
Norra tunnelmynning med tåg söderut